# Dulsk (gromada w powiecie inowrocławskim)
Dulsk – dawna gromada, czyli najmniejsza jednostka podziału terytorialnego Polskiej Rzeczypospolitej Ludowej w latach 1954–1972.
Gromady, z gromadzkimi radami narodowymi (GRN) jako organami władzy najniższego stopnia na wsi, funkcjonowały od reformy reorganizującej administrację wiejską przeprowadzonej jesienią 1954 do momentu ich zniesienia z dniem 1 stycznia 1973, tym samym wypierając organizację gminną w latach 1954–1972.
Gromadę Dulsk z siedzibą GRN w Dulsku utworzono – jako jedną z 8759 gromad na obszarze Polski – w powiecie inowrocławskim w woj. bydgoskim, na mocy uchwały nr 24/7 WRN w Bydgoszczy z dnia 5 października 1954. W skład jednostki weszły obszary dotychczasowych gromad Góra, Łojewo, Karczyn, Sikorowo, Miechowice, Jaronty i Łąkocin ze zniesionej gminy Inowrocław-Wschód w tymże powiecie. Dla gromady ustalono 25 członków gromadzkiej rady narodowej.
10 kwietnia 1956 (z mocą obowiązującą wstecz od 29 lutego 1956) do gromady Dulsk włączono wieś Dziennice z gromady Marcinkowo w tymże powiecie.
Gromadę zniesiono 31 grudnia 1961, a jej obszar włączono do gromad Marcinkowo (wsie Marulewy, Trzaski i Dziennice), Kruszwica (wsie Szarlej PGR, Karczyn PGR i Arturowo), Tupadły (wsie Szarlej, Ostrowo Krzyckie, Sikorowo, Miechowice i Łojewo) i – nowo utworzonej – Radojewice (wsie Jaronty, Pławinek, Dulsk, Góra, Łąkocin, Witowy i Karczyn) w tymże powiecie.